# Kinépolis
Kinepolis, cuya razón social es Kinepolis Group, N.V., es una empresa belga fundada en 1997 dedicada a la exhibición cinematográfica. Actualmente, cuenta con 111 complejos y 1138 salas en Bélgica, Países Bajos, Francia, España, Suiza, Luxemburgo, Polonia, Canadá y Estados Unidos. La compañía es propietaria de la cadena de cines canadiense Landmark Cinemas y de la estadounidense MJR Theatres.

## Historia
En la década de 1960, Albert Bert adquirió el cine Cinema Majestic de su padre y posteriormente lo demolió para construir un moderno cine con dos salas. Estos cines se caracterizaban por tener pantallas grandes y filas inclinadas para una visión sin obstáculos. Más tarde, Albert Bert y Rose Claeys-Vereecke abrieron el primer trioscoop, un cine con tres salas, en Bélgica. En los años siguientes, Bert y Claeys abrieron cada vez más cines más grandes, incluyendo el primer multiplex en Gante y el primer megaplex en Bruselas.
Albert Bert era un visionario, creía que al ofrecer proyecciones y sonido de alta calidad, junto con cómodos asientos, en un momento en que el videocasete obligaba a muchos cines a cerrar, el público seguiría siendo leal al cine. Por lo tanto, sus cines contaban con sonido THX, pantallas grandes y asientos con doble reposabrazos y mucho espacio para las piernas. En 1981, Bert fundó la empresa Decatron para desarrollar y construir los cines.
En 1997, las dos familias unieron sus cines en Kinepolis Group, que se hizo pública en 1998. La familia Claeys vendió sus acciones a inversores externos en 2006, dejando así la industria cinematográfica después de décadas de participación.
En la transición al nuevo milenio, Kinepolis adquirió una participación del 30% en la cadena alemana Cinemaxx. Sin embargo, esta inversión resultó en pérdidas y en 2009, Kinepolis vendió sus últimas acciones en la empresa.
Una de las condiciones impuestas por la autoridad belga de competencia para la fusión de Kinepolis Group fue una prohibición de crecimiento en el mercado belga. La empresa necesitaba permiso de la autoridad para cualquier nuevo proyecto. Como resultado, dos de los cines Utopolis adquiridos en Bélgica tuvieron que ser vendidos, y Kinepolis optó por vender todos los cines Utopolis belgas a UGC Cinemas. Sin embargo, en 2020, la empresa logró que se levantara la prohibición de expansión y, a partir del 12 de agosto de 2021, puede abrir nuevos cines sin necesidad de permiso previo.
Desde 2010, Kinepolis ha experimentado un crecimiento significativo mediante la apertura de nuevas ubicaciones y la adquisición de diversas cadenas y cines independientes. Algunas adquisiciones importantes incluyen Wolff Bioscopen en 2014, Utopolis en 2015, Landmark Cinemas en 2017 y MJR Digital Cinemas en 2019. Además, en 2011, adquirieron Brightfish, una empresa especializada en publicidad de cine en Bélgica.

## Cines en España

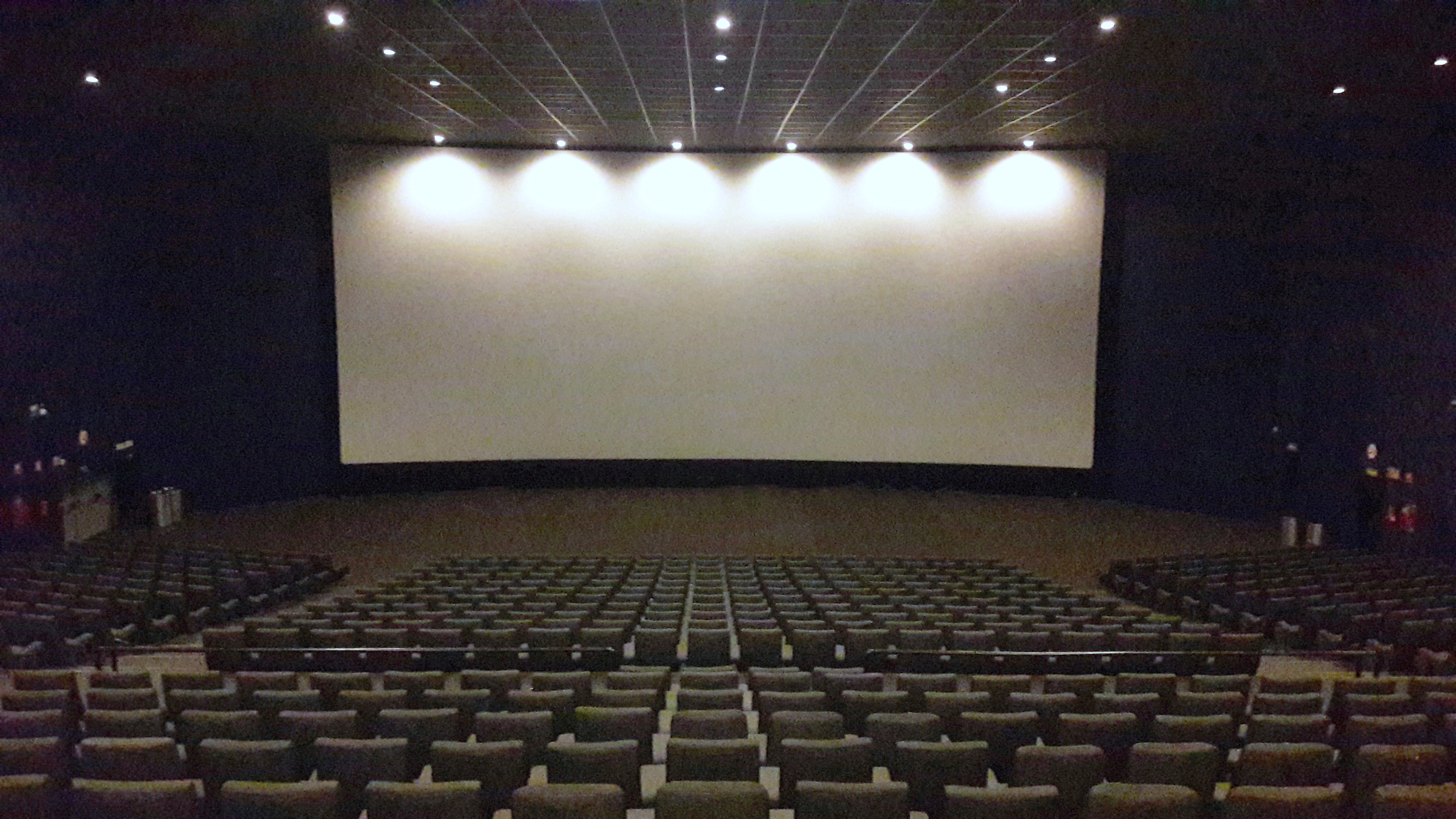
Sala de los cines Kinépolis Madrid Ciudad de la Imagen

Esta empresa se estableció en España en el municipio de Pozuelo de Alarcón —Madrid—, en la Ciudad de la Imagen; en 1998, y tiene otros dos multicines más: uno en Granada y otro en Valencia. Desde junio de 2014 también se encuentran en Alicante. En 2014 también se estableció en Alcobendas, en el centro de ocio Herón Diversia. En 2016 Kinépolis abrió otros multicines en Armilla (Granada), situados en el Centro Comercial Nevada Shopping. En 2019, Kinépolis compró los antiguos Cines El Punt, convirtiéndose en el séptimo Kinépolis a nivel nacional y en el tercero en la Comunidad Valenciana tras Paterna y Alicante.
El Kinépolis de Pozuelo de Alarcón alberga la sala de cine más grande del mundo, según figura en el Libro Guinness de los Récords; el de Pulianas —Granada— es el más grande de la mitad sur del país, y el de Paterna —Valencia— es el de mayor tamaño de toda la Comunidad Valenciana.
| Nombre                               | Nr. Salas | Ciudad                | Provincia | Comunidad Autónoma   |
| Kinépolis Alicante Plaza Mar 2       | 16        | Alicante              | Alicante  | Comunidad Valenciana |
| Kinépolis Almería Mediterráneo       | 10        | Almería               | Almería   | Andalucía            |
| Kinépolis Alzira                     | 10        | Alcira                | Valencia  | Comunidad Valenciana |
| Kinepolis Barcelona Splau            | 28        | Cornellá de Llobregat | Barcelona | Cataluña             |
| Kinépolis Granada                    | 15        | Pulianas              | Granada   | Andalucía            |
| Kinépolis Marbella La Cañada         | 8         | Marbella              | Málaga    | Andalucía            |
| Kinépolis Mataró Parc                | 12        | Mataró                | Barcelona | Cataluña             |
| Kinépolis Madrid Ciudad de la Imagen | 25        | Pozuelo de Alarcón    | Madrid    | Comunidad de Madrid  |
| Kinépolis Madrid Diversia            | 12        | Alcobendas            | Madrid    | Comunidad de Madrid  |
| Kinépolis Nevada                     | 12        | Armilla               | Granada   | Andalucía            |
| Kinépolis Valencia                   | 24        | Paterna               | Valencia  | Comunidad Valenciana |